# Christine Eleonore Stolberg-Gedern

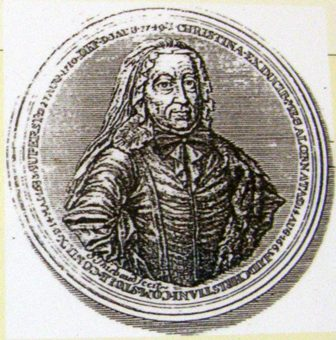
Porträt von Christine Eleonore Stolberg-Gedern

Christine Eleonore Stolberg-Gedern (auch Christine Eleonore zu Stolberg-Gedern) (* 1663; † 1749) war eine deutsche Gräfin und bedeutende Pietistin. Sie war die Schwiegermutter von Sophie Charlotte zu Stolberg-Wernigerode.

## Leben
Christine Eleonore Stolberg-Gedern wuchs in einem Elternhaus auf, das zum Herrschaftsstand der Grafschaft Wernigerode gehörte. Schon in jungen Jahren verschrieb sie sich dem christlichen Glauben. Im Alter von 16 Jahren überstand sie eine schwere Krankheit. Diese Genesung soll ihren christlichen Glauben zusätzlich verstärkt haben.
Im Jahr 1683 heiratete sie im Alter von 20 Jahren den Grafen Ludwig Christian Stolberg-Gedern, den Besitzer der Grafschaft Stolberg-Gedern. Das Ehepaar zeugte im Zeitraum von 23 Jahren 24 gemeinsame Kinder. Die Erziehung und der Elementarunterricht lagen in Christine Eleonores Händen. Sie war darauf bedacht, im Einklang mit ihrem starken christlichen Glauben die Kinder zu erziehen und ihnen mithilfe von Katechismusübungen die christliche Grundlehre möglichst nahe zu bringen. Als ihr Mann Ludwig Christian im Jahr 1710 verstarb, fiel die Regentschaft auf den noch minderjährigen Sohn Christian Ernst. Christine Eleonore übernahm daraufhin die vormundschaftliche Regentschaft und wurde so zur Regentin der Grafschaften Gedern und Wernigerode. Dies nutzte sie, um die Kirchen- und Landesverordnungen in den Grafschaften im Sinne ihres Pietismus auszulegen. Diesem lag eine strenge Frömmigkeitspraxis zu Grunde, welche unter anderem die Forderung einer Abkehr von Alkohol, Spiel, Tanz und Musik, gerade an Sonntagen, bedingte.

## Werk
Die Frömmigkeit und die hohe Bedeutung des christlichen Glaubens zeigen sich auch in ihren Texten. Stolberg-Gedern machte es sich zur Aufgabe, ihren Seelenzustand zu erforschen und sich von den Eitelkeiten der Welt und Gesellschaft fernzuhalten und sich stattdessen dem Glauben zu widmen. So schrieb sie auch Schriften für ihre Kinder und ihre Schwiegertochter Sophia Charlotte zu Stolberg-Wernigerode für den Fall, dass sie nicht mehr unter ihnen weilen sollte. Darin ermuntert sie ihre Kinder, weiter Gott treu zu sein, sich von schlechten Einflüssen fernzuhalten und ein christliches Leben zu führen.

## Schriften
- Vermahnung an ihre Kinder. In: Johann David Köhler (Hrsg.): Historische Münz-Belustigung. Band 21. Nürnberg 1749, S. 270–272. (online)
- Brief an ihren Sohn Christian Ernst, Gf. von Stolberg. In: Wetzei, Johann Caspar: Analecta Hymnica: Das ist, Merckwürdige Nachlesen zur Lieder-Historie. Zweiter Band.  Mevius, 1751–1756. II, S. 116–117.